# Verneuil-l'Étang
Pour les articles homonymes, voir Verneuil et L'Étang.
Verneuil-l'Étang est une commune française située dans le département de Seine-et-Marne en région Île-de-France.

## Géographie

### Localisation
Verneuil-l’Etang est située au centre de la plaine de la Brie, à 45 km de Paris. La commune s’étend sur une superficie de 7,8 km2 dont une partie occupée par des exploitations agricoles.

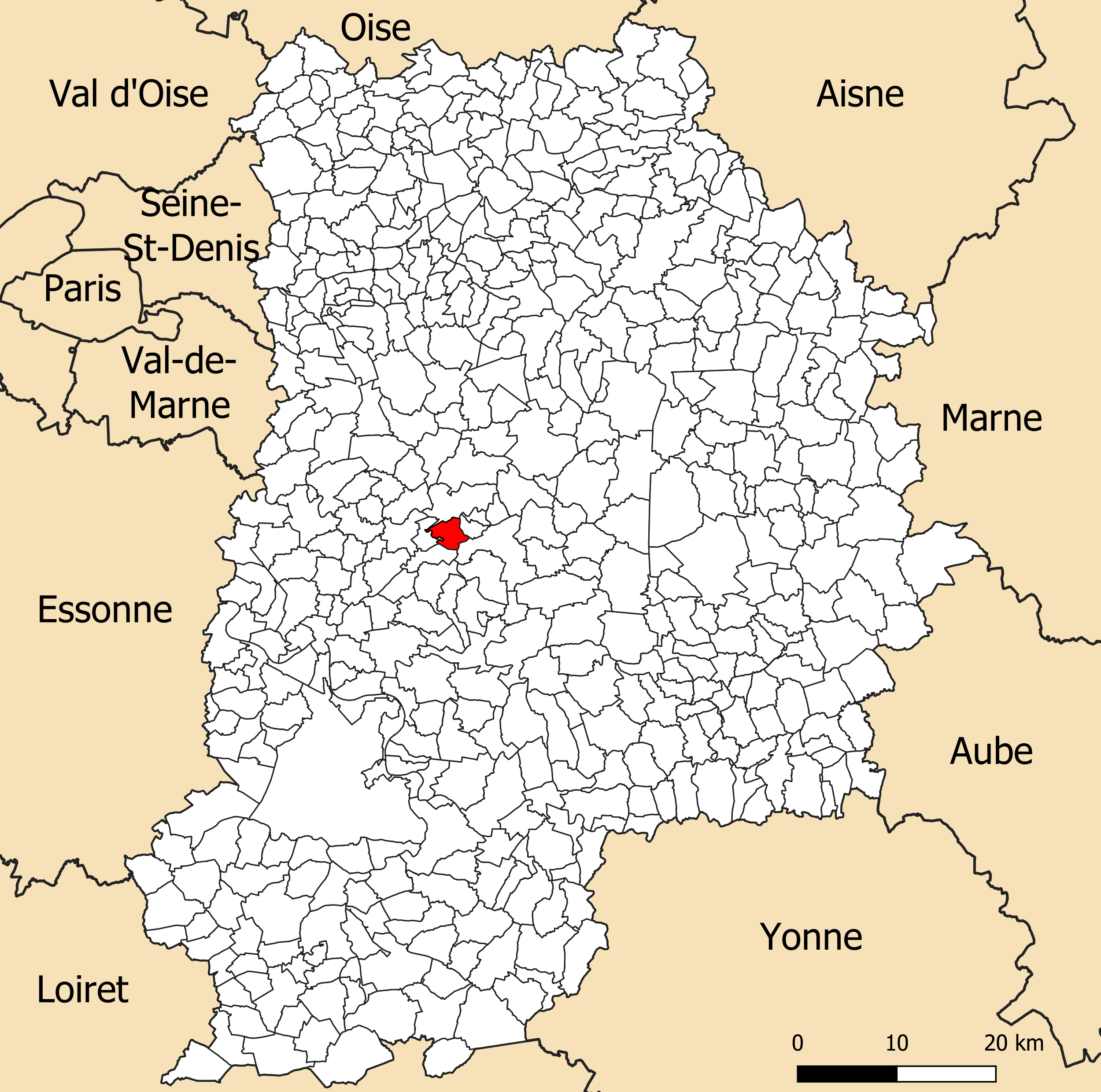
Localisation de la commune de Verneuil-l'Étang dans le département de Seine-et-Marne.

### Géologie et relief
L'altitude de la commune varie de 77 mètres à 119 mètres pour le point le plus haut, le centre du bourg se situant à environ 99 mètres d'altitude (mairie). Elle est classée en zone de sismicité 1, correspondant à une sismicité très faible.

### Hydrographie

#### Réseau hydrographique

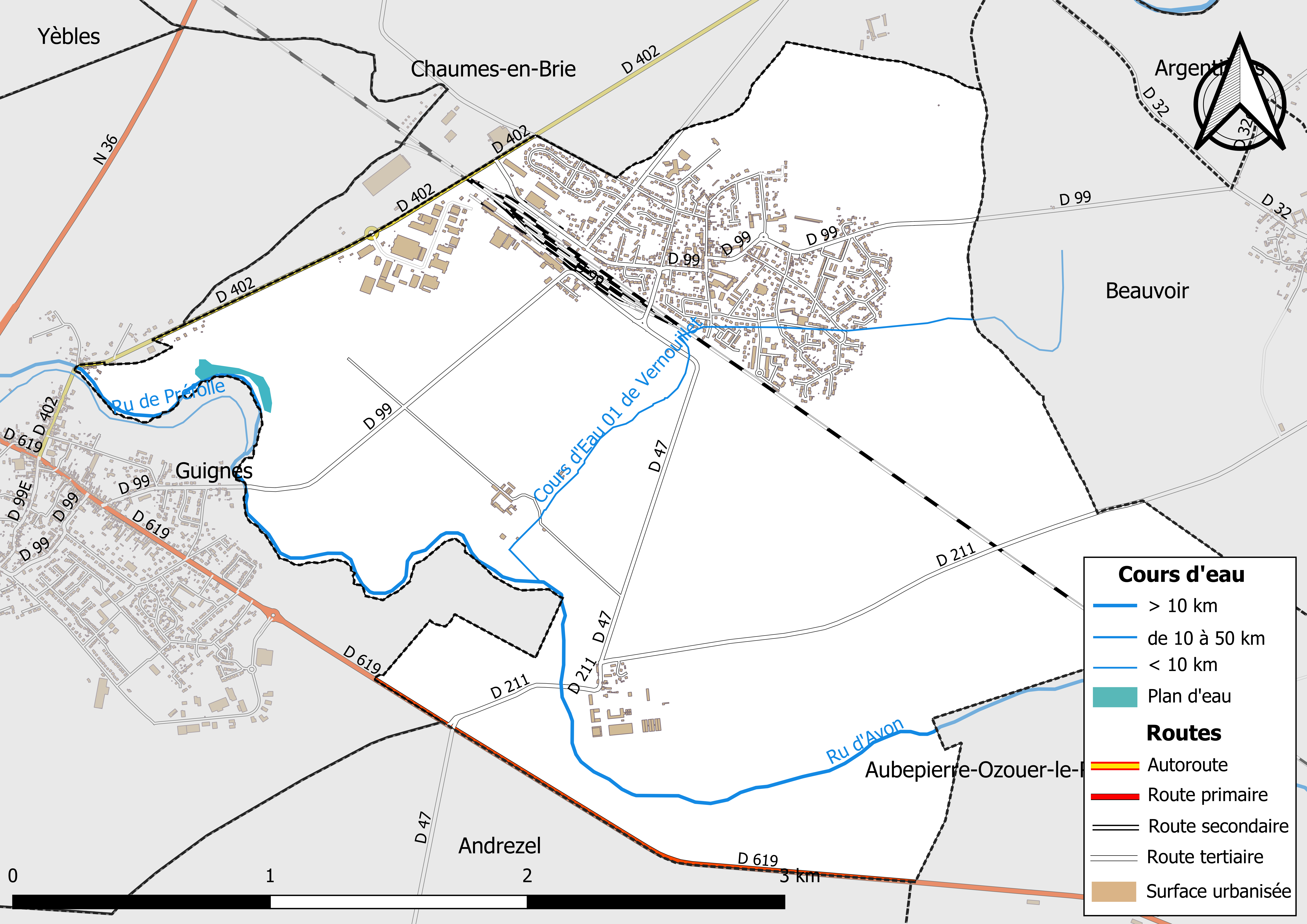
Carte des réseaux hydrographique et routier de Verneuil-l'Étang.

Le réseau hydrographique de la commune se compose de deux cours d'eau référencés :
- le ru d'Avon, long de 20,87 km[3], affluent de l'Yerres en rive gauche ;
  - le cours d'eau 01 de Vernouillet, 3,29 km[4],[Note 1], affluent du ru d'Avon.

La longueur totale des cours d'eau sur la commune est de 6,59 km.

#### Gestion des cours d'eau
Afin d’atteindre le bon état des eaux imposé par la Directive-cadre sur l'eau du 23 octobre 2000, plusieurs outils de gestion intégrée s’articulent à différentes échelles : le SDAGE, à l’échelle du bassin hydrographique, et le SAGE, à l’échelle locale. Ce dernier fixe les objectifs généraux d’utilisation, de mise en valeur et de protection quantitative et qualitative des ressources en eau superficielle et souterraine. Le département de Seine-et-Marne est couvert par six SAGE, au sein du bassin Seine-Normandie.
La commune fait partie du SAGE « Yerres », approuvé le 13 octobre 2011. Le territoire de ce SAGE correspond au bassin versant de l’Yerres, d'une superficie de 1 017 km2, parcouru par un réseau hydrographique de 450 kilomètres de long environ, répartis entre le cours de l’Yerres et ses affluents principaux que sont : le ru de l'Étang de Beuvron, la Visandre, l’Yvron, le Bréon, l’Avon, la Marsange, la Barbançonne, le Réveillon. Le pilotage et l’animation du SAGE sont assurés par le syndicat mixte pour l'assainissement et la gestion des eaux du bassin versant de l’Yerres (SYAGE), qualifié de « structure porteuse ».

### Climat
Pour des articles plus généraux, voir Climat de l'Île-de-France et Climat de Seine-et-Marne.
En 2010, le climat de la commune est de type climat océanique dégradé des plaines du Centre et du Nord, selon une étude du CNRS s'appuyant sur une série de données couvrant la période 1971-2000. En 2020, Météo-France publie une typologie des climats de la France métropolitaine dans laquelle la commune est exposée à un climat océanique altéré et est dans la région climatique Nord-est du bassin Parisien, caractérisée par un ensoleillement médiocre, une pluviométrie moyenne régulièrement répartie au cours de l’année et un hiver froid (3 °C).
Pour la période 1971-2000, la température annuelle moyenne est de 11,2 °C, avec une amplitude thermique annuelle de 15,3 °C. Le cumul annuel moyen de précipitations est de 735 mm, avec 11,6 jours de précipitations en janvier et 8 jours en juillet. Pour la période 1991-2020, la température moyenne annuelle observée sur la station météorologique la plus proche, située sur la commune de Grandpuits-Bailly-Carrois à 12 km à vol d'oiseau, est de 11,3 °C et le cumul annuel moyen de précipitations est de 704,0 mm,. Pour l'avenir, les paramètres climatiques de la commune estimés pour 2050 selon différents scénarios d'émission de gaz à effet de serre sont consultables sur un site dédié publié par Météo-France en novembre 2022.

### Milieux naturels et biodiversité
Aucun espace naturel présentant un intérêt patrimonial n'est recensé sur la commune dans l'inventaire national du patrimoine naturel,,.

## Urbanisme

### Typologie
Au 1er janvier 2024, Verneuil-l'Étang est catégorisée bourg rural, selon la nouvelle grille communale de densité à sept niveaux définie par l'Insee en 2022.
Elle appartient à l'unité urbaine de Verneuil-l'Étang, une unité urbaine monocommunale constituant une ville isolée,. Par ailleurs la commune fait partie de l'aire d'attraction de Paris, dont elle est une commune de la couronne,. Cette aire regroupe 1 929 communes,.

### Lieux-dits et écarts
La commune compte 36 lieux-dits administratifs répertoriés consultables ici.

### Occupation des sols
L'occupation des sols de la commune, telle qu'elle ressort de la base de données européenne d’occupation biophysique des sols Corine Land Cover (CLC), est marquée par l'importance des territoires agricoles (74,5 % en 2018), une proportion sensiblement équivalente à celle de 1990 (75,2 %). La répartition détaillée en 2018 est la suivante : 
terres arables (74,5% ), zones urbanisées (12,4% ), forêts (9,5% ), zones industrielles ou commerciales et réseaux de communication (3,6 %).
Parallèlement, L'Institut Paris Région, agence d'urbanisme de la région Île-de-France, a mis en place un inventaire numérique de l'occupation du sol de l'Île-de-France, dénommé le MOS (Mode d'occupation du sol), actualisé régulièrement depuis sa première édition en 1982. Réalisé à partir de photos aériennes, le Mos distingue les espaces naturels, agricoles et forestiers mais aussi les espaces urbains (habitat, infrastructures, équipements, activités économiques, etc.) selon une classification pouvant aller jusqu'à 81 postes, différente de celle de Corine Land Cover,,. L'Institut met également à disposition des outils permettant de visualiser par photo aérienne l'évolution de l'occupation des sols de la commune entre 1949 et 2018.

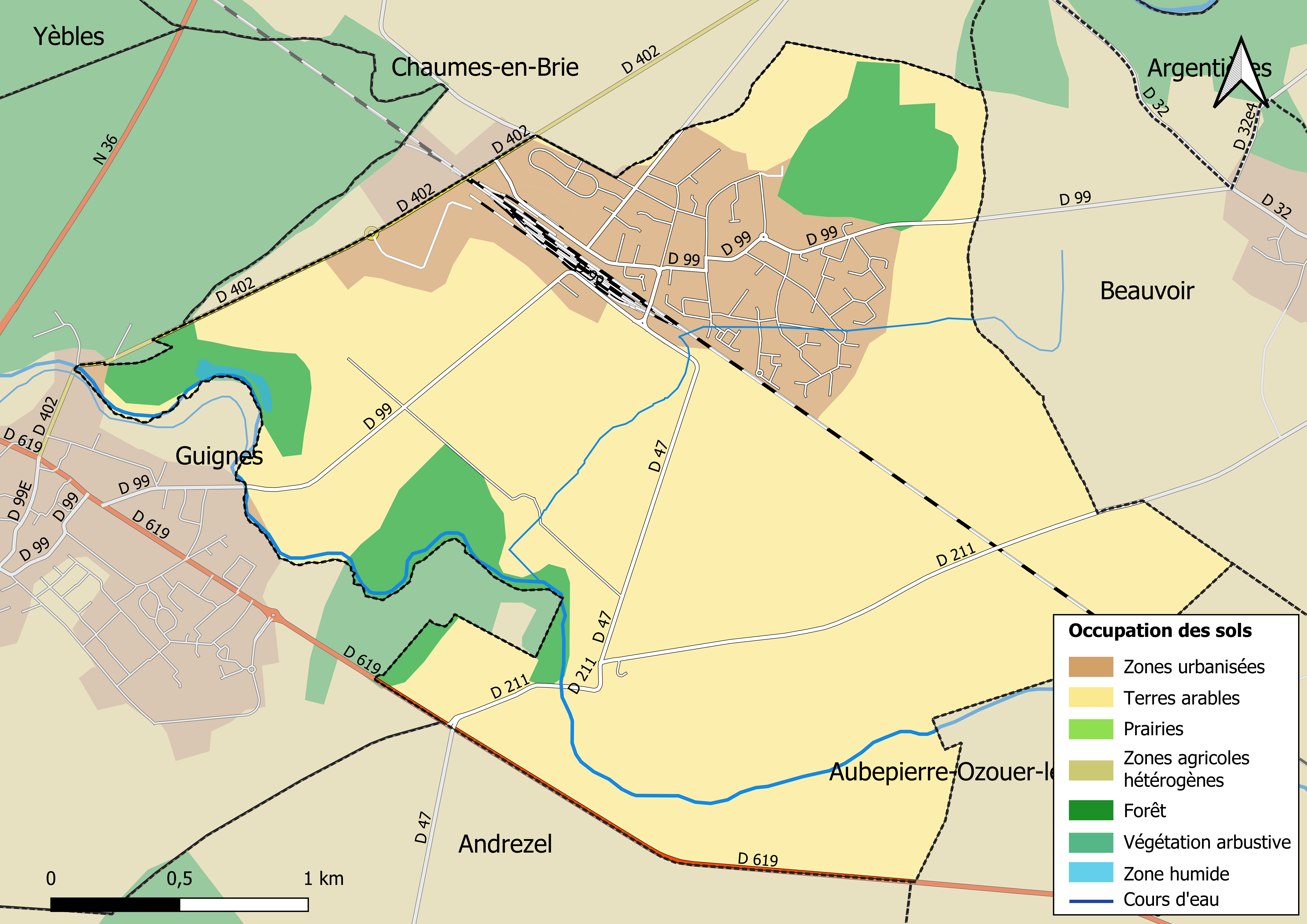
Carte des infrastructures et de l'occupation des sols en 2018 (CLC) de la commune.
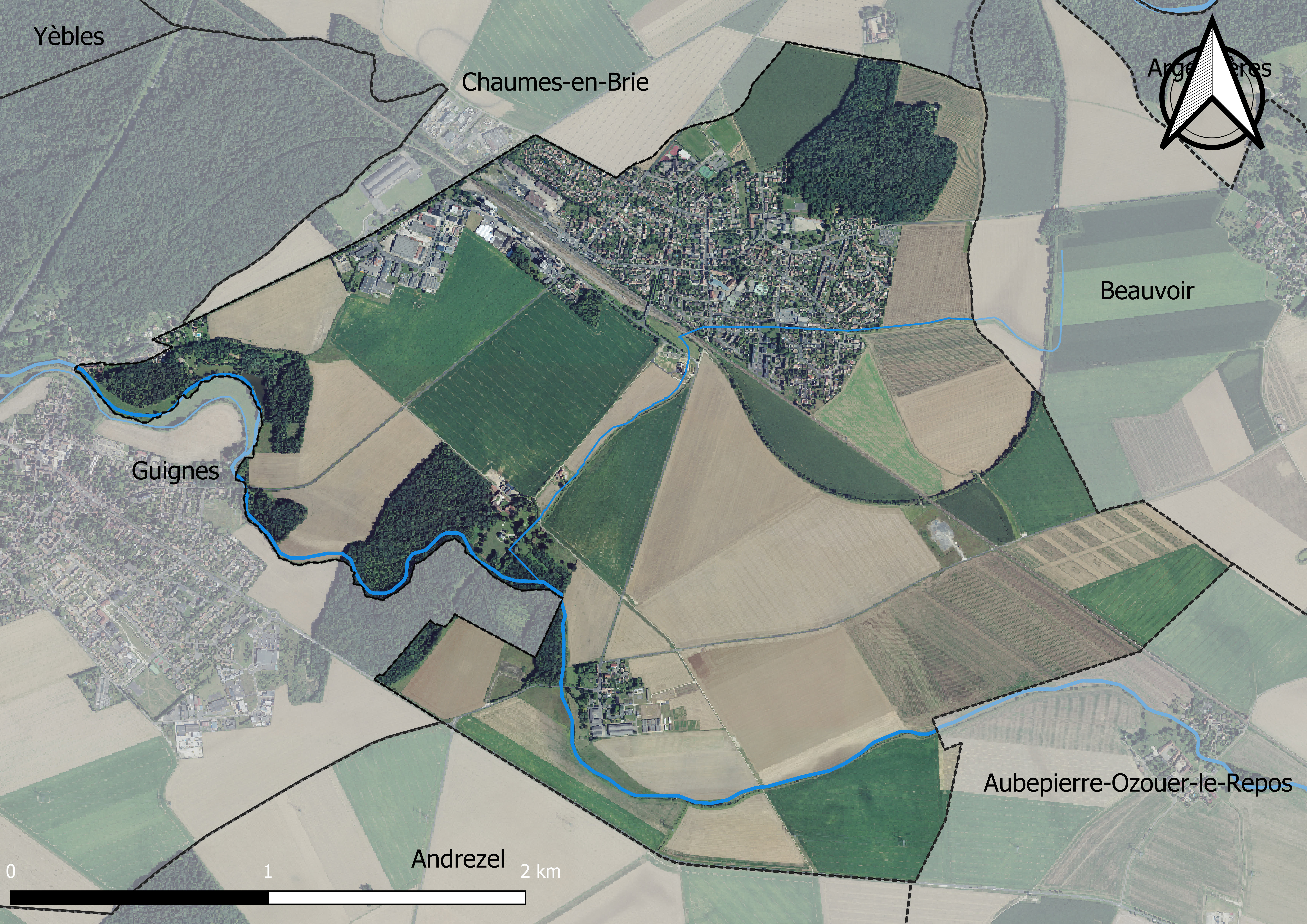
Carte orhophotogrammétrique de la commune.

### Planification
La commune, en 2019, avait engagé l'élaboration d'un plan local d'urbanisme intercommunal couvrant le territoire de la communauté de communes des Deux Morin, prescrit le 28 juin 2018, était en élaboration,.

### Logement
En 2016, le nombre total de logements dans la commune était de 1 219 dont 74,3 % de maisons et 25,5 % d'appartements.
Parmi ces logements, 96,5 % étaient des résidences principales, 0,2 % des résidences secondaires et 3,3 % des logements vacants.
La part des ménages fiscaux propriétaires de leur résidence principale s'élevait t à 64,5 % contre 34,7 % de locataires dont, 21,9 % de logements HLM loués vides (logements sociaux) et, 0,8 % logés gratuitement.

### Voies de communication et transports
La commune est desservie par la gare de Verneuil-l'Étang située sur la ligne P du Transilien et par la ligne 01 du réseau de bus Brie et 2 Morin direction Melun, Coulommiers et Rebais aux arrêts pont et gare.
Le sentier de grande randonnée GR 1 traverse le territoire de la commune entre Chaumes-en-Brie au nord-est et Andrezel au sud-ouest.

## Toponymie
Le nom de la localité est mentionné sous les formes Vernoilum en 1114 ; Vernoil vers 1222 (Livre des vassaux) ; Vernueil en 1260 ; Vernuil en 1278 ; Verneil en 1362 ; Verneul en 1363 ; Verneil en Brye lez Chaulmes en 1436 ; Verneul l'Estang en 1671.
Le village est mentionné pour la première fois en 1114 sous le nom de Vernoilum. Vern faisant allusion à une forêt d’aulnes.
Verneuil se décompose en deux éléments gaulois (celtique) : le terme *uerno- « marécage, aulne » (cf. breton gwern, irlandais fern), resté dans les termes dialectaux verne et vergne, sortes d'aulnes. Le second élément est un appellatif toponymique également d'origine celtique *ialon, latinisé en -ialum, et qui signifie initialement « espace découvert par un défrichement », « essart », puis par extension « village » (cf. gallois tir ial « espace découvert ») et qui a donné les finales -ueil / -euil en langue d'oïl et -(u)éjol / -(u)éjoul, etc. en langue d'oc.
Les communes de Verneuil et l’Étang ont fusionné en 1839, mais l'agglomération ainsi formée prend le nom de Verneuil-l'Étang par le décret du 11 août 1906.

## Histoire
- Au milieu du XIXe siècle plusieurs lignes ferroviaires desservent le village.

La ligne de Vincennes qui relie Verneuil-l’Etang à Paris est inaugurée en 1892 mais le tronçon desservant la commune est fermé en 1939.
Une autre ligne reliant Verneuil-l’Etang à Melun est inaugurée en 1901 et est fermée par la suite.
Aujourd'hui la gare conserve son activité grâce à sa position sur la ligne Paris-Mulhouse.

## Politique et administration

### Rattachements administratifs et électoraux
Verneuil-l'Étang se trouve dans le département de Seine-et-Marne. Rattachée depuis la Révolution française à l'arrondissement de Melun, elle intègre le 1er janvier 2017 l'arrondissement de Provins afin de faire coïncider les limites d'arrondissement et celles des intercommunalités.Pour l'élection des députés, elle fait partie depuis 2012 de la troisième circonscription de Seine-et-Marne.
Elle faisait partie depuis 1801 du canton de Mormant. Dans le cadre du redécoupage cantonal de 2014 en France, la commune intègre le canton de Nangis.

### Intercommunalité
La commune était le siège de la petite communauté de communes la Brie centrale, créée fin 2004.
Dans le cadre des dispositions de la loi portant nouvelle organisation territoriale de la République (Loi NOTRe) du 7 août 2015, qui prévoit que les établissements publics de coopération intercommunale (EPCI) à fiscalité propre doivent avoir un minimum de 15 000 habitants (et 5 000 habitants en zone de montagnes), la communauté de communes la Brie centrale éclate et Verneuil-l'Étang est membre depuis le 1er janvier 2017 de la communauté de communes de la Brie nangissienne.

### Liste des maires
| Période                                  | Période   | Identité                                | Étiquette | Qualité |
| ---------------------------------------- | --------- | --------------------------------------- | --------- | --- |
| Les données manquantes sont à compléter. |           |                                         |           | |
| mai 1925                                 | août 1965 | Albert Hubschwerlin (1894-1965)         | SFIO      | Conseiller général de Mormant (1956 → 1965) Officier de la Légion d'honneur Décédé en fonction |
| septembre 1965                           | mars 1989 | Albert Hubschwerlin (fils du précédent) | SFIO → PS | Agent de presse Conseiller général de Mormant (1965 → 1967) |
| mars 1989                                | mars 2008 | André Berquier                          | PS        | Artisan menuisier retraité Conseiller général de Mormant (1998 → 2004 et 2006 → 2011) |
| mars 2008                                | En cours  | Christian Cibier                        | PS        | Contrôleur de travaux Conseiller général de Mormant (2011 → 2015) Président de la CC de la Brie centrale (avant 2011 → 2016) 9e vice-président de la CC de la Brie Nangissiène (2017 → 2020) 5e vice-président de la CC de la Brie Nangissiène (2020 → ) |

## Équipements et services

### Eau et assainissement
L’organisation de la distribution de l’eau potable, de la collecte et du traitement des eaux usées et pluviales relève des communes. La loi NOTRe de 2015 a accru le rôle des EPCI à fiscalité propre en leur transférant cette compétence. Ce transfert devait en principe être effectif au 1er janvier 2020, mais la loi Ferrand-Fesneau du 3 août 2018 a introduit la possibilité d’un report de ce transfert au 1er janvier 2026,.

#### Assainissement des eaux usées
En 2020, la commune de Verneuil-l'Étang gère le service d’assainissement collectif (collecte, transport et dépollution) en régie directe, c’est-à-dire avec ses propres personnels.
L’assainissement non collectif (ANC) désigne les installations individuelles de traitement des eaux domestiques qui ne sont pas desservies par un réseau public de collecte des eaux usées et qui doivent en conséquence traiter elles-mêmes leurs eaux usées avant de les rejeter dans le milieu naturel. La communauté de communes Brie Nangissienne (CCBN) assure pour le compte de la commune le service public d'assainissement non collectif (SPANC), qui a pour mission de vérifier la bonne exécution des travaux de réalisation et de réhabilitation, ainsi que le bon fonctionnement et l’entretien des installations. Cette prestation est déléguée à l'entreprise Veolia, dont le contrat arrive à échéance le 31 décembre 2021,.

#### Eau potable
En 2020, l'alimentation en eau potable est assurée par le SIAEP d'Andrezel, Verneuil-l'Etang, Yèbles qui en a délégué la gestion à l'entreprise Aqualter Exploitation, dont le contrat expire le 28 mars 2023,,.

## Population et société
L'évolution du nombre d'habitants est connue à travers les recensements de la population effectués dans la commune depuis 1793. Pour les communes de moins de 10 000 habitants, une enquête de recensement portant sur toute la population est réalisée tous les cinq ans, les populations de référence des années intermédiaires étant quant à elles estimées par interpolation ou extrapolation. Pour la commune, le premier recensement exhaustif entrant dans le cadre du nouveau dispositif a été réalisé en 2007.

En 2022, la commune comptait 3 211 habitants, en évolution de −0,46 % par rapport à 2016 (Seine-et-Marne : +3,92 %, France hors Mayotte : +2,11 %).
| 1793 | 1800 | 1806 | 1821 | 1831 | 1836 | 1841 | 1846 | 1851 |
| ---- | ---- | ---- | ---- | ---- | ---- | ---- | ---- | ---- |
| 239  | 209  | 206  | 206  | 213  | 217  | 266  | 274  | 260  |

| 1856 | 1861 | 1866 | 1872 | 1876 | 1881 | 1886 | 1891 | 1896 |
| ---- | ---- | ---- | ---- | ---- | ---- | ---- | ---- | ---- |
| 284  | 302  | 322  | 314  | 350  | 402  | 434  | 527  | 510  |

| 1901 | 1906 | 1911 | 1921 | 1926 | 1931 | 1936 | 1946 | 1954 |
| ---- | ---- | ---- | ---- | ---- | ---- | ---- | ---- | ---- |
| 584  | 580  | 601  | 605  | 701  | 744  | 711  | 781  | 822  |

| 1962  | 1968  | 1975  | 1982  | 1990  | 1999  | 2006  | 2007  | 2012  |
| ----- | ----- | ----- | ----- | ----- | ----- | ----- | ----- | ----- |
| 1 157 | 1 299 | 1 707 | 1 948 | 2 577 | 3 135 | 3 069 | 3 058 | 3 203 |

| 2017  | 2022  | - | - | - | - | - | - | - |
| ----- | ----- | - | - | - | - | - | - | - |
| 3 237 | 3 211 | - | - | - | - | - | - | - |

## Économie

### Revenus de la population et fiscalité
En 2018, le nombre de ménages fiscaux de la commune était de 1 126 (dont 62 % imposés), représentant 3 106 personnes et la  médiane du revenu disponible par unité de consommation  de 23 980 euros.

### Emploi
En 2017 , le nombre total d’emplois dans la zone était de 827, occupant 1 542 actifs  résidants.
Le taux d'activité de la population (actifs ayant un emploi) âgée de 15 à 64 ans s'élevait à 69,9 % contre un taux de chômage de 8,3 %.
Les 21,8 % d’inactifs se répartissent de la façon suivante : 11,3 % d’étudiants et stagiaires non rémunérés, 4,9 % de retraités ou préretraités et 5,6 % pour les autres inactifs.

### Secteurs d'activité

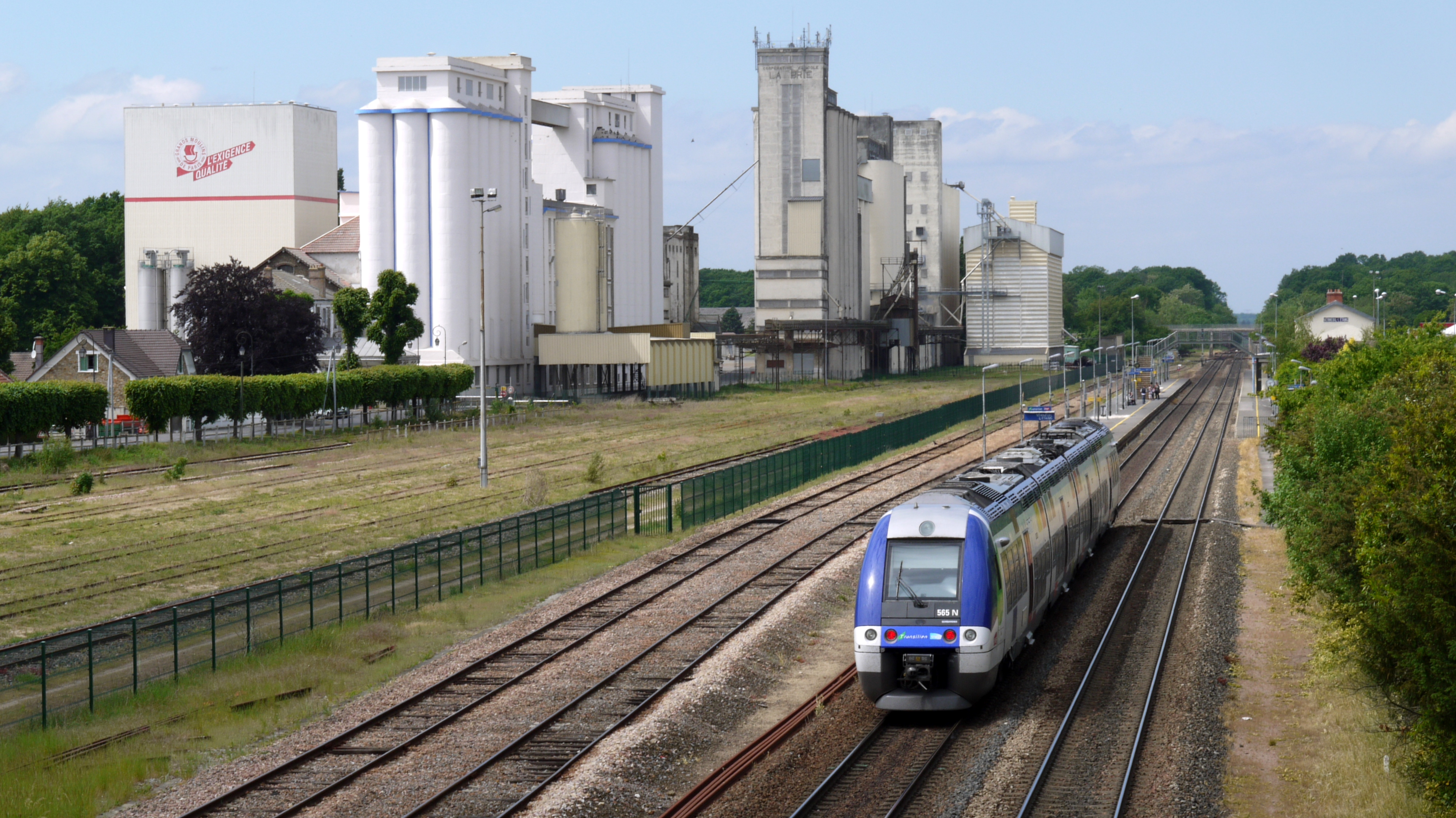
Les silos de la société des Grands Moulins de Paris dominent le village et la gare.

#### Entreprises et commerces
En 2019, le nombre d’unités légales et d’établissements (activités marchandes hors agriculture. ) par secteur d'activité était de 154 dont 17 dans l’industrie manufacturière, industries extractives et autres, 20 dans la construction, 54 dans le commerce de gros et de détail, transports, hébergement et restauration, 5 dans l’Information et communication, 5 dans les activités financières et d'assurance, 2 dans les activités immobilières, 20 dans les activités spécialisées, scientifiques et techniques et activités de services administratifs et de soutien, 19 dans l’administration publique, enseignement, santé humaine et action sociale et 12  étaient relatifs aux autres activités de services.
En 2020, 21 entreprises ont été créées sur le territoire de la commune, dont 18 individuelles.
Au 1er janvier 2021, la commune ne disposait pas d’hôtel et de terrain de camping.
Les Grands Moulins de Paris dispose d'une minoterie desservie par la voie ferroviaire.

### Agriculture
Verneuil-l'Étang est dans la petite région agricole dénommée la « Brie française », (ou Basse-Brie), une partie de la Brie autour de Brie-Comte-Robert. En 2010, l'orientation technico-économique de l'agriculture sur la commune est diverses cultures (hors céréales et oléoprotéagineux, fleurs et fruits).
Si la productivité agricole de la Seine-et-Marne se situe dans le peloton de tête des départements français, le département enregistre un double phénomène de disparition des terres cultivables (près de 2 000 ha par an dans les années 1980, moins dans les années 2000) et de réduction d'environ 30 % du nombre d'agriculteurs dans les années 2010. Cette tendance se retrouve au niveau de la commune où le nombre d’exploitations est passé de 4 en 1988 à 2 en 2010. Parallèlement, la taille de ces exploitations augmente, passant de 166 ha en 1988 à 178 ha en 2010.
Le tableau ci-dessous présente les principales caractéristiques des exploitations agricoles de Verneuil-l'Étang, observées sur une période de 22 ans : 
|                                      | 1988 | 2000 | 2010 |
| ------------------------------------ | ---- | ---- | ---- |
| Dimension économique,                |      |      |      |
| Nombre d’exploitations (u)           | 4    | 4    | 2    |
| Travail (UTA)                        | 16   | 78   | 4    |
| Surface agricole utilisée (ha)       | 665  | 459  | 355  |
| Cultures                             |      |      |      |
| Terres labourables (ha)              | 665  | 451  | s    |
| Céréales (ha)                        | 438  | 231  | s    |
| dont blé tendre (ha)                 | 276  | 144  | s    |
| dont maïs-grain et maïs-semence (ha) | 121  | s    |      |
| Tournesol (ha)                       | 60   |      |      |
| Colza et navette (ha)                | s    |      | s    |
| Élevage                              |      |      |      |
| Cheptel (UGBTA)                      | 35   | 0    | 0    |

## Culture locale et patrimoine

### Lieux et monuments
- Parc du château de Vernouillet,  Inscrit MH[66] ;
- Église Notre-Dame-de-l'Assomption de Verneuil, reconstruite au XIXe siècle, auquel il convient d’ajouter le patrimoine mobilier classé suivant : 
  - Fauteuil de célébrant (chœur)[67] ;
  - Tableau représentant l'apparition de la Vierge à saint Bernard dit Vision de saint Bruno (Mur ouest de la chapelle sud du transept)[68] ;
  - Tableau de Assomption (Tribune)[69] ;
- Ancienne église Saint-Louis de l'Étang de Vernouillet, bâtie et érigée en cure au XVIIe siècle, aujourd'hui disparue.